# Hans Erling Hækkerup
Hans Erling Hækkerup (25. december 1907 i Ringsted – 30. juli 1974 i København) var en socialdemokratisk politiker, og bror til Per Hækkerup.
Medlem af Folketinget 1945-47 og igen fra 1948-71.
Hans Hækkerup var justitsminister i diverse regeringer:
- Regeringen Hans Hedtoft III 1953-1955
- Regeringen H.C. Hansen I 1955-1957
- Regeringen H.C. Hansen II 1957-1960
- Regeringen Viggo Kampmann I 1960
- Regeringen Viggo Kampmann II 1960-1962
- Regeringen Jens Otto Krag I 1962-1964

Hans Hækkerup var indenrigsminister i denne regering:
- Regeringen Jens Otto Krag II 1964-1968

Han blev bl.a. landskendt for "stænklap-sagen" i 1964, hvor vrede bilister returnerede de lovpligtige stænklapper, som senere blev gjort ikke-obligatoriske.

## Familie
Hans Erling Hækkerup var søn af Hans Kristen Hækkerup og hustru Johanne. Gift 1938 Marchen Elisabeth Friis-Skotte, og de var forældre  til Eva Smith, professor i retsvidenskab ved Københavns Universitet. Marchen døde i 1958, og han giftede sig igen i 1962   med Carli Hækkerup født Andersen.